# طرخشقون سوري
الطرخشقون السوري وَيُعرَف مَحلّيًّا باسم الهِنْدِباء (باللاتينية: Taraxacum syriacum)، هو نوع نباتي يتبع جنس الطرخشقون من القبيلة الشيكورية.

## البيئة والانتشار
موطنه بلاد الشام وتركيا والقوقاز.

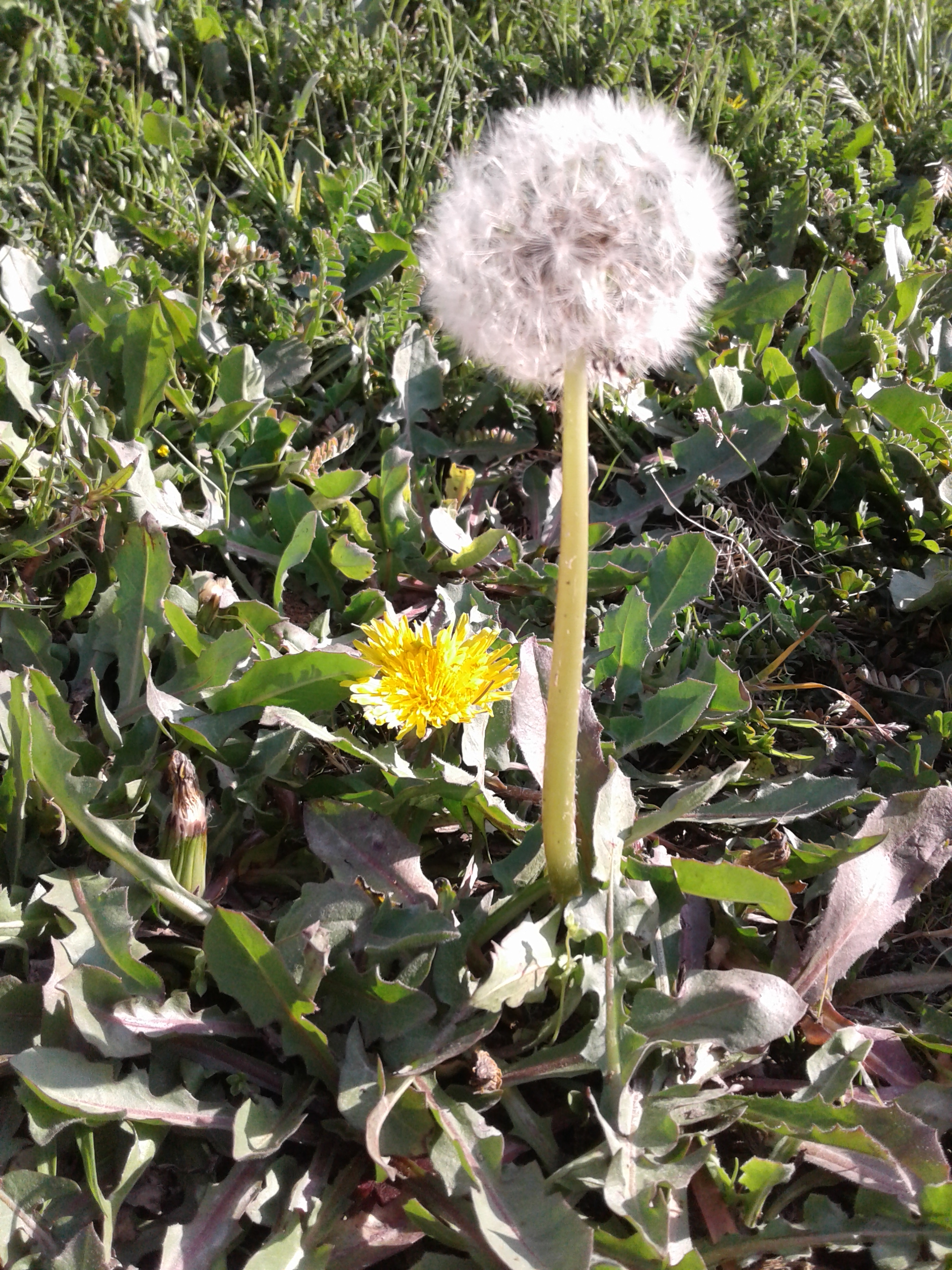
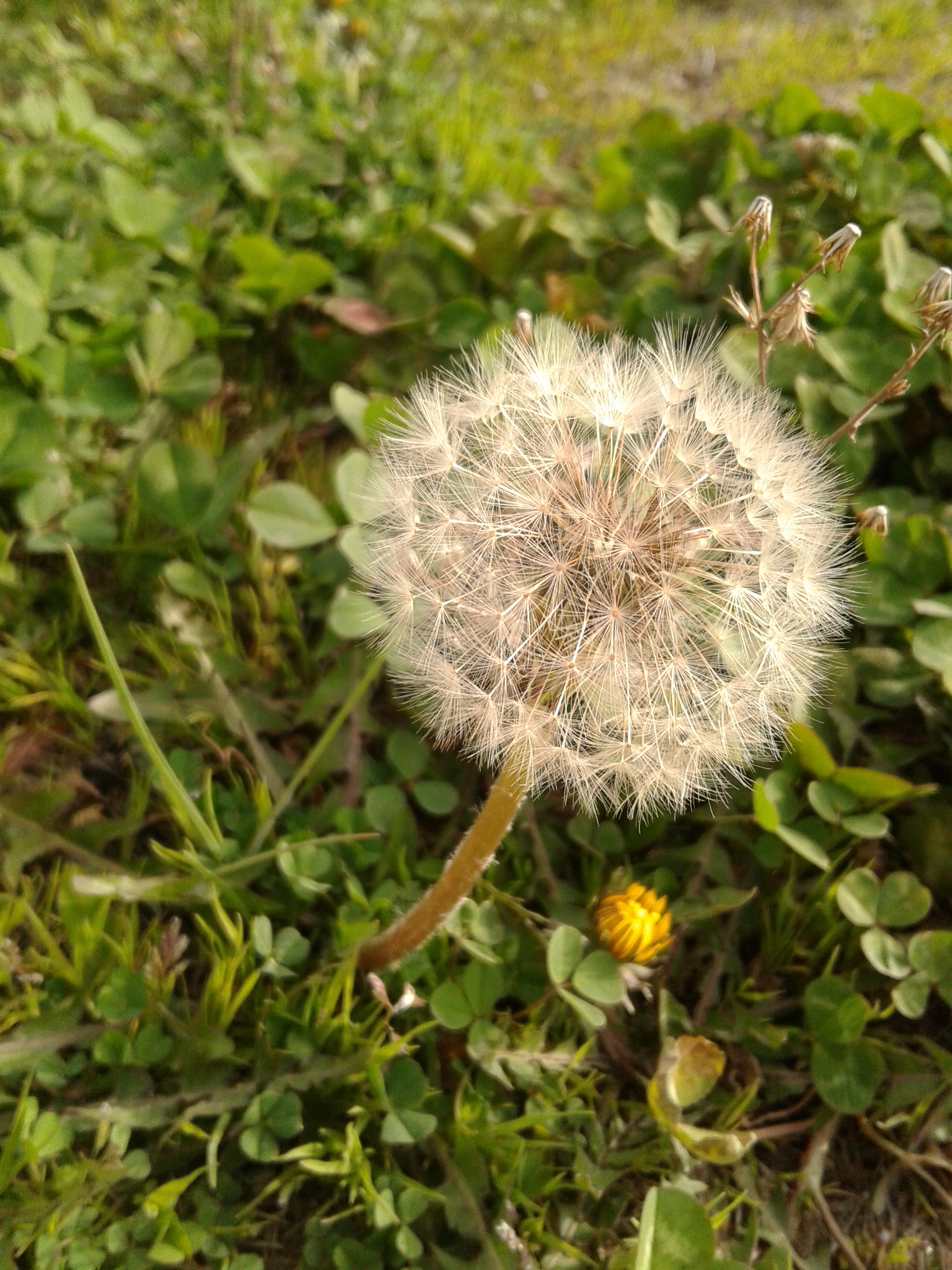
الطَّرَخْشَقون السُوريّ (الهِنْدِباء) النَّاضِج
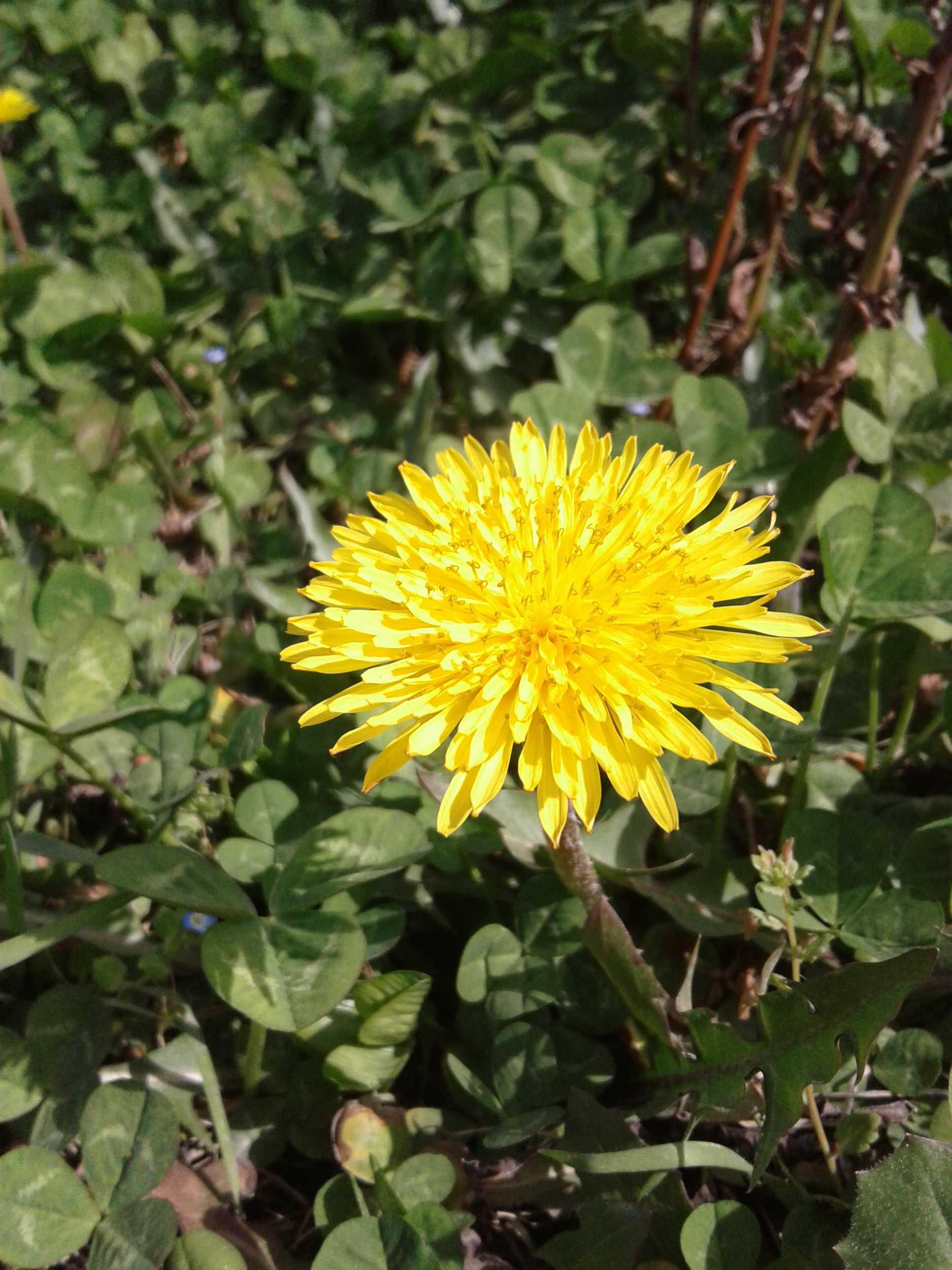
زهرة الطَّرَخْشَقون السُوريّ (الهِنْدِباء) غَير النَّاضِج

## الاستخدام الطبّي
وُجِد أنّ له تأثيرًا حاميًا للكبد. ففي عام 2015، تمّ استخلاص جذر الطرخشقون السوري باستخدام الإيتانول بهدف دراسة تأثيره المُضاد للسُميّة الكبديّة الّتي تُسبّبها الأسِيتامينُوفين (معروف باسم «باراسيتامول»). وتمّ تحليل المكوّنات الكيميائيّة للجذر باستخدام استخلاص دقيق بالطور الصلب-استشراب غازي\مطياف كتلة(SPME-GC/MS). وقد قُيِّمَت أضرار الخلايا الكبديّة المُحدَثة من قِبَل الأسِيتامينُوفين من خلال دراسة النسيج الكبديّ وَنشاط أنزيم أمينوترانزفيراز(الأنزيم الناقل للأمين) المَصليّ وَنشاط الأنزيمات المُضادّة للأكسدة وَفوق أكسدة اللبيدات في أنسجة الكبد. وقد أظهر الطرخشقون السوري تأثيرًا حاميًا للكبد تَظَاهَرَ بإنقاص مُعتدّ لتركيز أنزيم ناقِلَةُ الأمين الغلوتامية الأوكزالوأسيتاتية المَصليّة (serum glutamate oxaloacetate transaminase) وَلأنزيم ناقِلَةُ الأمين الغلوتامية البيرفاتية المَصليّة (serum glutamate pyruvate transaminase) ولَأنزيم الفوسفاتاز القلويّ، وَبمنع حدوث أذيّات نسيجيّة للكبد عند فئران أُصيبت بسميّة كبديّة. وزاد إعطاء الأسِيتامينُوفين من نشاط أنزيمَي نازع هيدروجين اللّاكتات وَالكاتالاَز وأدّى إعطاء الطرخشقون السوري لإعادة مُستوياتهما إلى حالة مُنتظَمة، وَأيضًا أنقص الطرخشقون السوري من استنفاذ الغلُوتاثَيون المُحَرَّض بالأسِيتامينُوفين.
كارفاكرول (7.5 ℅) (بالإنجليزية: Carvacrol)‏، كان المُرَكَّب عديد الفينول الرّئيسيّ من عيّنتنا النباتيّة. وقد أظهر تأثيرًا حاميًا للكبد في العُضويّة الحيّة للفئران.
يُعتقد أنَّ سبب التأثير الحامي للكبد هو فعلها المُضاد للأكسدة وَإزالتها للجذور الحرّة.

## روابط خارجيّة
- تتوفّر صورة ذات حقوق على موقع نباتات «إسرائيل»!.